# Élections de 2010 en Floride
Les électeurs de l'état de Floride ont été appelés aux urnes le 2 novembre 2010. Les élections primaires (démocrates et républicaines) ont eu lieu le 24 août 2010.

## Élections au niveau fédéral

### Sénat des États-Unis
Les principaux candidats :

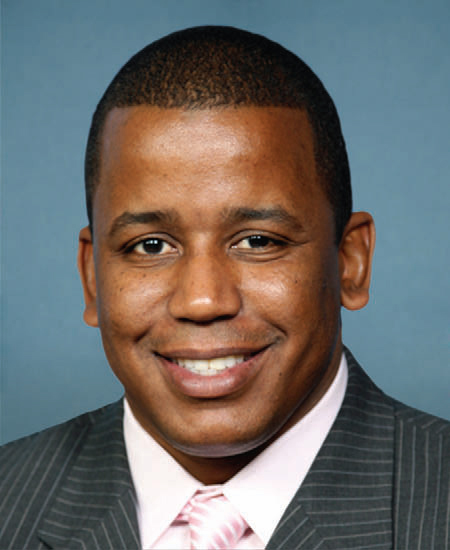
Kendrick Meek, Représentant fédéral de Floride depuis 2003. (Démocrate)
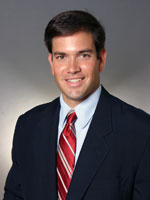
Marco Rubio, Président de la Chambre des représentants de Floride de 2007 à 2009. (Républicain)
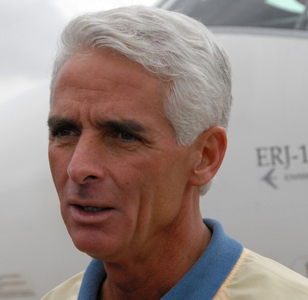
Charlie Crist, Gouverneur de Floride depuis 2007. (Indépendant)

### Chambre des représentants des États-Unis
La Floride dispose de vingt-cinq représentants au congrès américain, quinze sont républicains et dix sont démocrates.
Seuls les sièges du républicain Mario Diaz-Balart et de la démocrate Suzanne Kosmas sont jugés compétitifs.

## Élections au niveau de l'État

### Gouverneur
Les principaux candidats :

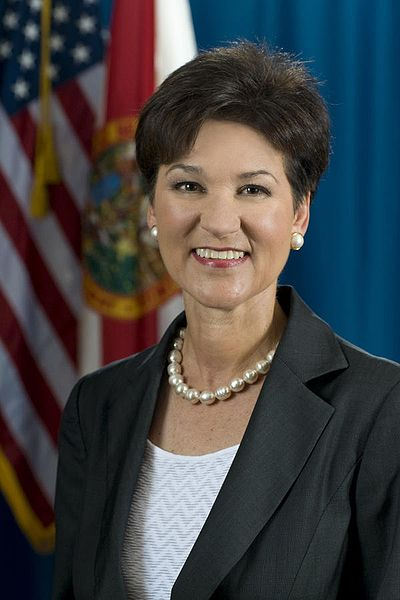
Alex Sink, Chief Financial Officer de Floride depuis 2007. (Démocrate)
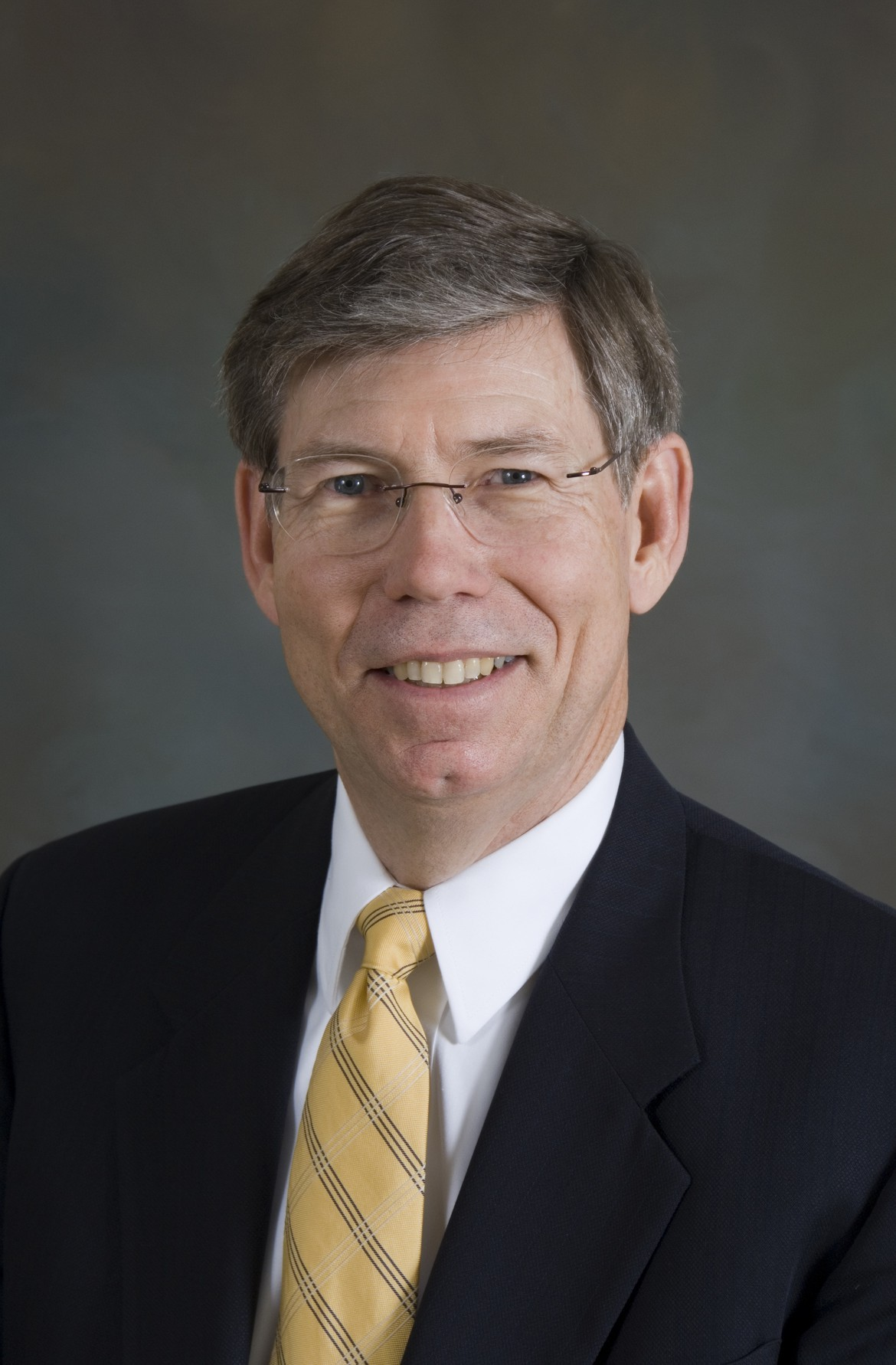
Bill McCollum (en), Attorney General de Floride depuis 2007. (Républicain)

### Exécutif d'État
- Le lieutenant gouverneur (gouverneur-adjoint) républicain Jeff Kottkamp n'est pas candidat à sa réélection.
- L'attorney general (procureur général) républicain Bill McCollum (en) n'est pas candidat à sa réélection.
  - Républicains: Le lieutenant gouverneur Jeff Kottkamp est favori face à Anna Holliday Benson, Pam Bondi et Jim Lewis[1].
  - Démocrates: Dan Gelber et Dave Aronberg sont candidats[2].

### Parlements de l'État

#### Sénat de Floride
19 des 40 sièges de sénateurs sont à renouveler à l'occasion de ces élections. Auparavant les républicains contrôlaient le sénat avec 26 sièges contre 13 sièges aux démocrates et un siège vacant.

#### Chambre des représentants de la Floride
Une partie des 120 sièges de la Chambre des représentants de la Floride sont à renouveler à l'occasion de ces élections. Les républicains disposaient auparavant de 76 sièges contre 44 sièges aux démocrates.